# تپه مار اوه
تپه مار اوه مربوط به دوران پیش از تاریخ ایران باستان است و در شهرستان پیرانشهر، بخش لاجان، روستای خالدار واقع شده و این اثر در تاریخ ۱۲ بهمن ۱۳۸۱ با شمارهٔ ثبت ۷۳۸۲ به‌عنوان یکی از آثار ملی ایران به ثبت رسیده است.